# Etnia somalí
La etnia somalí son cualquier miembro de un cuantioso grupo de personas que ocupan la totalidad de Somalia y partes de Yibuti, Etiopía, Yemen, y Kenia.
Su lenguaje es de la rama de las lenguas cushíticas de la familia afroasiática. Sumando más de siete millones, los somalíes están divididos en grupos del norte, centro y sur. Todos han sido musulmanes desde por lo menos el siglo XIV. 
Son principalmente pastores nómadas, que a causa de intensa competencia por los recursos limitados, han sido extremadamente individualistas y se han visto frecuentemente implicados en enemistades a muerte o guerras con los clanes y pueblos vecinos.
Una segunda categoría de somalíes son los ciudadanos y los agricultores de las concentraciones urbanas, especialmente a lo largo de la costa del Cuerno de África, muchos de los cuales trabajan como intermediarios comerciales entre el Mundo árabe y los nómadas del interior.

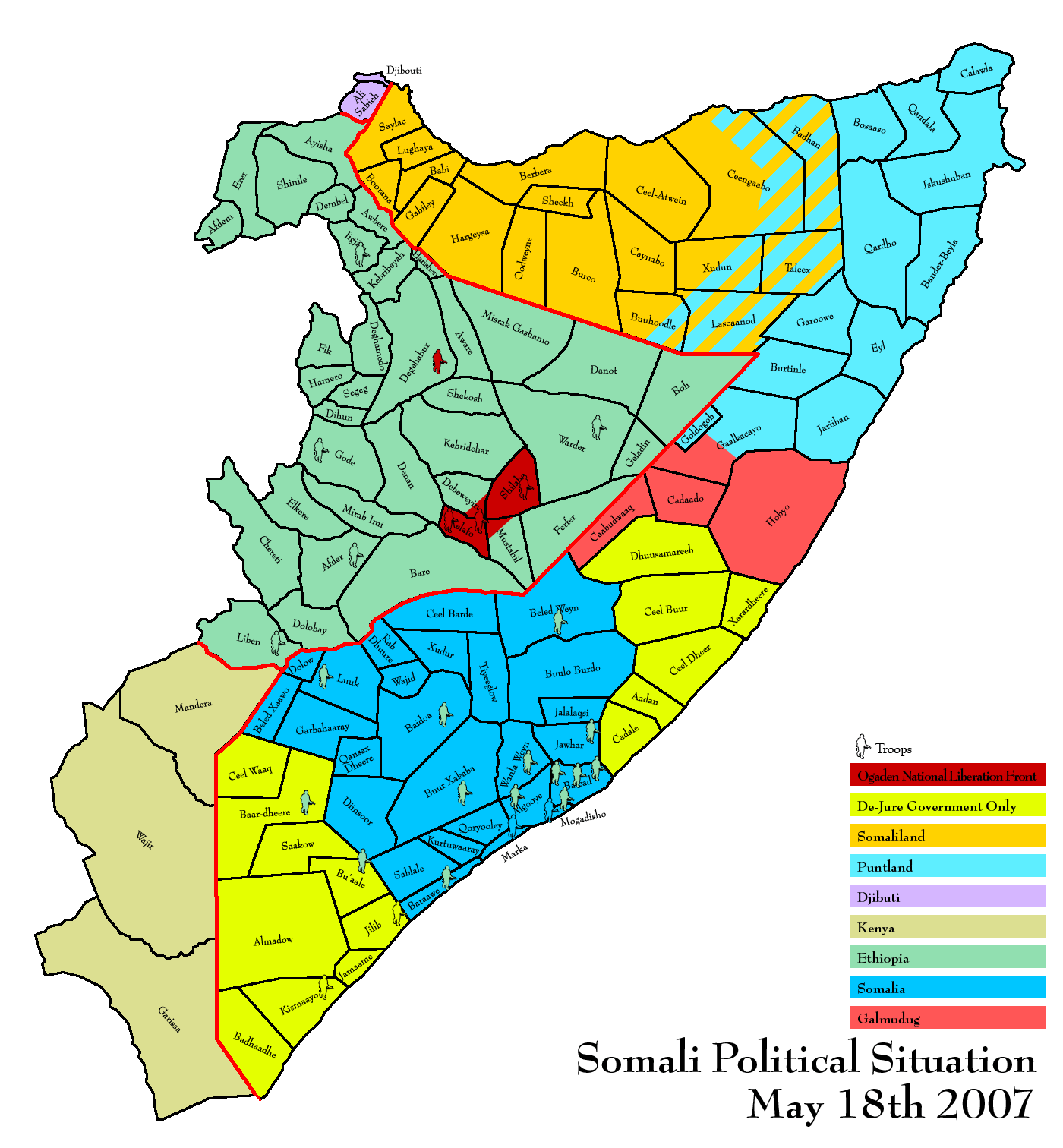
Territorios habitados por los somalíes.